# Cape Arkona
Cape Arkona är en udde på ön Heard Island i Heard- och McDonaldöarna (Australien).